# Бродульф
Бродульф (д/н — 629/630) — мажордом франкського королівства Бургундія в 627—629 роках.

## Життєпис
Походив зі знатного франкського роду. Син Брунульфа II, графа Арден. піднесенню кар'єри сприяв шлюб його сестри Сіхільди з королем Хлотарем II.Разом з тим про посади, які обіймав Бродульф мало відомо. У 627 році після повалення бургундського мажордома Годіна король наказав бургундській знаті з'їхалися в Труа, щоб обрати нового мажордома. Проте учасники зборів звернулися до короля з проханням не призначати нового мажордома. Можливо, причиною цього стало небажання представників конкуруючих бургундських родів дати перевагу кому-небудь зі своїх суперників. Король виконав бажання знати і взяв Бургундію під своє безпосереднє управління. Втім згодом призначив Бродульфа мажордомом. Обставини цього невідомі.
У 629 році після смерті короля Бродульф підтримав його сина Харіберта як претендента на трон Нейстрії та Бургундії. Втім місцева знать на чолі з герцогом Арнебертом перейшла на бік Дагоберта I, короля аАвстразії, який зрештою об'єднав усі франкські королівства. Втім було визнано право бургундської знаті на воєнну автономію у складі франкського війська. Бродульф домігся для Харіберта створення окремого королівства Аквітанія. Подальші події є суперечливими: за одними Бродульфа було вбито, коли він у 629 році рушив на перемовини з Дагобертом I щодо статусу Аквітанії, за іншими це сталося у 630 році, коли Бродульф виїхав до Аквітанії — на зустріч з Харібертом. Нового мажордома не було призначено, але його функції значною мірою до 637 року виконував герцог Арнеберт.